# Ordem da Fraternidade e Unidade
A Ordem da Fraternidade e Unidade (em servo-croata: Орден братства и јединства / Orden bratstva i jedinstva) foi uma condecoração da República Socialista Federativa da Iugoslávia, concedida em duas classes, entre 1943 e 1992.
A ordem foi inicialmente estabelecida em única classe pelo Comandante Supremo do Exército de Libertação Nacional e Destacamentos Partisans da Iugoslávia, Josip Broz Tito, em 15 de agosto de 1943, por meio do Decreto sobre Condecorações na Guerra de Libertação Nacional. Era concedida por "trabalho comprovado na realização da unidade de nossos povos". 
Após o fim da guerra, em 9 de junho de 1945, a Presidência do Conselho Antifascista de Libertação Nacional da Iugoslávia aprovou a Lei sobre Ordens e Medalhas da Iugoslávia Federal Democrática, que estabeleceu duas classes para a Ordem da Fraternidade e Unidade, concedida por "méritos especiais na promoção da fraternidade entre os povos e nacionalidades e no desenvolvimento da unidade política e moral do povo". A ordem era usada no lado direito do peito.  
Com a Lei de Alterações e Emendas à Lei das Condecorações da República Popular Federal da Iugoslávia, de 1º de março de 1961, a ordem passou a ter as seguintes categorias: 
- Ordem da Fraternidade e Unidade com Grinalda de Ouro – 12ª na hierarquia das condecorações iugoslavas.
- Ordem da Fraternidade e Unidade com Grinalda de Prata – 21ª na hierarquia das condecorações iugoslavas.

Os criadores da ordem, assim como da maioria das condecorações iugoslavas, foram o pintor Đorđe Andrejević Kun e o escultor Antun Augustinčić. A medalha representava uma versão modificada do brasão da República Socialista Federativa da Iugoslávia, com um conjunto de chamas simbolizando inicialmente cinco e, posteriormente, seis tochas. As chamas eram sustentadas por uma estrela de cinco pontas em relevo estilizado, cercada por uma coroa de louros dourada ou prateada, dependendo do grau da condecoração.
Os primeiros exemplares foram fabricados na Casa da Moeda de Moscou, na União Soviética. Após a guerra, a produção foi transferida para a oficina de ourivesaria e gravação “Irmãos Knaus”, em Zagreb, e posteriormente para a Fábrica Industrial de Moedas “Oreshković Marko” (IKOM), também em Zagreb. 
Desde o início da concessão, em 1º de setembro de 1944, até 31 de dezembro de 1985, foram concedidas 3.870 Ordens da Fraternidade e Unidade com Grinalda de Ouro (1ª Classe). Já a versão com Grinalda de Prata (2ª Classe) foi concedida 55.675 vezes entre 8 de junho de 1945 e 31 de dezembro de 1985. 
| Aparência                                                        | Aparência                                                         |
| Ordem da Fraternidade e Unidade com Grinalda de Ouro (1ª Classe) | Ordem da Fraternidade e Unidade com Grinalda de Prata (2ª Classe) |
| ---------------------------------------------------------------- | ----------------------------------------------------------------- |
|                                                                  |                                                                   |
| Barretas                                                         |                                                                   |
|                                                                  |                                                                   |